# Indicatif régional 802

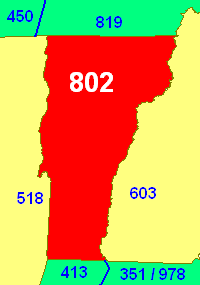
Vermont, et son indicatif 802, en rouge.

L'indicatif régional 802 est l'indicatif téléphonique régional de l'État du Vermont aux États-Unis. L'indicatif régional couvre tout le territoire de l'État.
L'indicatif régional 802 fait partie du Plan de numérotation nord-américain.

## Historique
Cet indicatif date de 1947 et est l'un des indicatifs originaux du Plan de numérotation nord-américain.